# Bures St. Mary
Bures St. Mary is een civil parish in het bestuurlijke gebied Babergh, in het Engelse graafschap Suffolk. In 2001 telde het dorp 899 inwoners.